# Symphurus multimaculatus
Symphurus multimaculatus is een straalvinnige vissensoort uit de familie van de hondstongen (Cynoglossidae). De wetenschappelijke naam van de soort is voor het eerst geldig gepubliceerd in 2009 door Lee, Munroe & Chen.